# Sergej Rostovcev
Sergej Rostovcev (in russo Сергей Ростовцев?; Tula, 2 giugno 1997) è un pistard e ciclista su strada russo che corre per la Sakarya BB Pro Team, campione europeo 2021 della corsa a eliminazione su pista.

## Biografia
È il figlio dell'ex ciclista Ol'ga Sljusareva.

## Palmarès

### Pista
- 2014 (Juniores)

Campionati del mondo, Scratch Junior
- 2015 (Juniores)

Campionati russi, Inseguimento a squadre Junior (con Dmitrij Markov, Maksim Piskunov e Maksim Suchov)
Campionati russi, Omnium Junior
Campionati europei Juniores e U23, Inseguimento a squadre Junior (con Dmitrij Markov, Maksim Piskunov e Maksim Suchov)
- 2016

Campionati russi, Americana (con Maksim Piskunov)
Campionati russi, Omnium
Campionati europei Juniores e U23, Americana Under-23 (con Maksim Piskunov)
- 2017

Campionati russi, Americana (con Mamyr Staš)
Campionati russi, Scratch
Grand Prix Minsk, Americana (con Maksim Piskunov)
- 2018

GP Tula, Scratch
- 2019

Campionati russi, Americana (con Andrej Sazanov)
Panevezys, Corsa a eliminazione
- 2020

GP Tula, Scratch
GP Tula, Americana (con Savva Novikov)
- 2021

Campionati russi, Corsa a eliminazione
Campionati europei, Corsa a eliminazione

### Strada
- 2015 (Juniores)

Piccola Coppa San Geo
1ª tappa Corsa della Pace Juniores (Litoměřice > Litoměřice)
- 2017 (Marathon Tula, una vittoria)

3ª tappa Five Rings of Moscow (Mosca > Mosca)
- 2020 (Minsk Cycling Club, una vittoria)

1ª tappa Tour of Mevlana (Konya > Selçuklu)
- 2021 (Marathon-Tula, due vittorie)

3ª tappa Five Rings of Moscow (Mosca > Mosca)
4ª tappa Five Rings of Moscow (Mosca > Mosca)
- 2023 (Beykoz Belediyesi Spor Kulübü, tre vittorie)

Grand Prix Apollon Temple
4ª tappa Tour de Maurice (Soreze > Soreze)
Grand Prix Boukraa
Grand Prix El Marisa
- 2024 (Sakarya BB Pro Team, una vittoria)

4ª tappa Tour of Mersin (Mersin > Mersin)

#### Altri successi
- 2015 (Juniores)

Classifica a punti Trophée Centre Morbihan
- 2023 (Beykoz Belediyesi Spor Kulübü)

Classifica a punti Tour de Maurice
- 2024 (Sakarya BB Pro Team)

4ª tappa Ladoga’s Gold
3ª tappa Five Rings of Moscow (Klenovskoye > Klenovskoye)

## Piazzamenti

### Competizioni mondiali
- Campionati del mondo su pista

Seul 2014 - Scratch Junior: vincitore
Seul 2014 - Omnium Junior: 8º
Astana 2015 - Inseguimento a squadre Junior: 3º
Astana 2015 - Omnium Junior: 5º
Roubaix 2021 - Scratch: 13º
Roubaix 2021 - Corsa a eliminazione: 3º
- Campionati del mondo su strada

Richmond 2015 - Cronometro Junior: 31º
Richmond 2015 - In linea Junior: 60º
Doha 2016 - In linea Under-23: 71º

### Competizioni europee
- Campionati europei su pista

Anadia 2014 - Chilometro a cronometro Junior: 13º
Anadia 2014 - Omnium Junior: 8º
Atene 2015 - Inseguimento a squadre Junior: vincitore
Atene 2015 - Omnium Junior: 3º
Montichiari 2016 - Omnium Under-23: 5º
Montichiari 2016 - Americana Under-23: vincitore
Saint-Quentin-en-Yvelines 2016 - Omnium: 9º
Saint-Quentin-en-Yvelines 2016 - Americana: 14º
Anadia 2017 - Inseguimento a squadre Under-23: 7º
Anadia 2017 - Americana Under-23: 15º
Anadia 2017 - Omnium Under-23: 2º
Aigle 2018 - Scratch Under-23: 7º
Aigle 2018 - Omnium Under-23: 3º
Gand 2019 - Chilometro a cronometro Under-23: 11º
Gand 2019 - Omnium Under-23: 5º
Apeldoorn 2019 - Corsa a eliminazione: 9º
Apeldoorn 2019 - Scratch: 10º
Apeldoorn 2019 - Americana: 15º
Plovdiv 2020 - Corsa a eliminazione: 3º
Plovdiv 2020 - Scratch: 5º
Plovdiv 2020 - Omnium: 5º
Grenchen 2021 - Corsa a eliminazione: vincitore
Grenchen 2021 - Scratch: 16º
- Campionati europei su strada

Nyon 2014 - In linea Junior: ritirato
Alkmaar 2019 - In linea Under-23: ritirato